# Astigarribia
Astigarribia es un barrio rural del municipio español de Motrico, perteneciente a la provincia de Guipúzcoa, en la comunidad autónoma del País Vasco. Se ubica en la vertiente del río Deva en su orilla izquierda, en el tramo final del mismo, frente al antiguo convento hospital de Sasiola, a pies del Camino de Santiago. 
La iglesia de San Andrés está considerada la más antigua de Guipúzcoa y está catalogada como conjunto monumental dentro del bien cultural del Camino de Santiago.

## Geografía
El barrio se encuentra entre Mendaro y Motrico, en la orilla izquierda del río Deva.

## Historia
Según el censo de 1860, el valle, ya por entonces dependiente de la jurisdicción civil de Motrico, tenía una población de 75 habitantes, dispersos en once caseríos. Aparece descrito en el Diccionario histórico-geográfico-descriptivo de los pueblos, valles, partidos, alcaldías y uniones de Guipúzcoa (1862) de Pablo de Gorosábel con las siguientes palabras:

ASTIGARRIBIA: valle situado en la orilla izquierda del rio Deva entre el lugar de Mendaro y villa de Motrico, de cuya jurisdiccion civil depende. Su posición geográfica es á los 1 gr. 20 min. 28 seg. de longitud oriental, 43 gr. 16 min. 20 seg. de latitud septentrional. La poblacion se reduce á once caseríos de labranza con 75 habitantes con arreglo al censo formado el año de 1860. Tiene una iglesia parroquial, que es de la advocacion de San Andrés apóstol, servida por un rector que suele ser beneficiado de la matriz de Santa María de Motrico, y pertenece al obispado de Calahorra. Su patronato corresponde en la actualidad al conde de Peñaflorida, como propietario de las casas del mismo valle. El origen de este es antiquísimo, y hay méritos para creer que es una de las primeras poblaciones de este pais. Así se deduce de una escritura de donacion que de su iglesia, pastos, manzanales y puertos para pescar hizo el rey D. Alonso VI de Castilla en el año de 1081 á favor del monasterio de San Miguel de la Cogulla. Del mismo instrumento se vé que el nombre de este valle era entonces Estigarribia, y no pertenecia á la provincia de Guipuzcoa, sino que estaba situado entre esta y Vizcaya. Ego igitur Aldefonsus imperator totius Castelle et Toleti ... placuit mihi et facio memoriam et donationem beato Emiliano presbitero et confesori Cristi et tibi Blasconi abati et omni colegio monacorum ibi Deo servientibus de illo monasterio Sancti Andree apostoli vocato Stigarribia inter Vizcayam et Ipuzcoam sito, quod est regale. Concedo illum vobis firmiter cum pascuis, et montibus, et manzanetis, et portuis ad piscandum, etc. Tales son las palabras literales de este curioso documento, escrito en mal latin; cuya memoria ha parecido conveniente consignar en este lugar.
(Gorosábel, 1862, p. 570)

En 2022, tenía empadronados 29 habitantes.

## Patrimonio
En el barrio se encuentra la iglesia de San Andrés.